# Алоїс Златник
Алоїс Златник (* 9 листопада 1902, Двур Кралови, Чехія — †30 червня 1979, Брно, Чехія) — чеський ботанік, дендролог, дослідник пралісів Закарпаття.
У 1921 вступив на природничий факультет Карлового університету (Прага), вивчає ботаніку в Швейцарії та Франції. У 1925 закінчує Карлів університет, а в 1951 — ще й лісовий факультет Брненського сільгоспінституту, в якому і продовжував працювати все життя асистентом, доцентом, професором.
У 1927—1932 спільно з іншим чеським ботаніком А.Гілітцером готує науково-обґрунтований проект перспективної мережі лісових заповідних об'єктів у Підкарпатській Русі (Закарпатті), чим врятував від рубки безліч цінних пралісових екосистем. Завдяки зусиллям А.Златника в 1932 були створені резервати «Говерла», «Діброва», «Шипот», «Явірник», «Кам'янка», «Три Готари», розширено резерват «Піп Іван» і деякі інші об'єкти загальною площею близько 10 тис. га. У 1936 цей список поповнили резервати «Полонина Красна», «Лужанський праліс» тощо. Загалом завдяки А. Златнику в 1930-х роках на Закарпатті було заповідано 22 лісових та 7 полонинних об'єктів. Недарма в Чехословаччині його назвали «Нестор охорони природи». Хоча не можна сказати, що все у вченого йшло добре. Якось міністр лісового та водного господарства, до якого А. Златник прийшов з черговим проектом резерватів, розлютився, мовляв, дай Вам волю, Ви і Вацлавську площу в Празі оголосите заповідником.
Після того, як Закарпаття перейшло до СРСР (1945), Алоїс Златник став шукати можливість передати наявні у нього матеріали по заповідних об'єктах Закарпаття кому-небудь з радянських вчених.
Він пише листа до С. М. Стойка:
Уважаемый товарищ доцент С. М. Стойко! Я старался несколько раз завязать прямой контакт с сотрудником, который взял бы под защиту заповедники Закарпатской Украины. В период принадлежности этой территории к нашему государству я приложил много усилий и работы по вопросу организации здесь заповедников. Мои усилия окончились успехом накануне оккупации Закарпатья Венгрией. За весь истекший период я проявлял большую озабоченность по поводу вырубки заповедников [деякі заказники, организовані А.Златником, вирубали за часів радянської влади (1940—1950-ті роки): Шипот, Піп Іван тощо]. И только при помощи проф. Сочава из Ленинграда я имел возможность передать в Советский Союз картографические материалы по организации заповедников. Через него материалы были переданы академику Сукачеву, который письменно подтвердил их получение и выразил благодарность. При его посещении Чехословакии в 1955 г. я снова обратил внимание академика Сукачева на необходимость организации заповедников. Из Вашей статьи и Вашего письма следует, что имеется возможность сохранить хотя бы часть из заключенных ранее памятников природы. Поэтому прошу Вас приложить все усилия к защите этих объектов. Они имеют не только европейское, но и мировое значение, как остатки действительно девственных лесов, единственных в Карпатах. Посылаю Вам фотокопии материалов, переданных проф. Сочава и список резерватов, которые в период оккупации был передан Венгрии с просьбой обеспечить охрану этих памятников природы. 1.04.1958 г. Профессор, доктор естественных наук А.Златник.
.
У 1966 чеські та польські вчені на чолі з А.Златником підняли перед природоохоронними органами України питання про створення міжнародного чехословацько-радянсько-польського заповідника в Закарпатті в районі Кременця. Ідею підтримали українські ботаніки В. І. Комендар і С. М. Стойко. Але Державний комітет УРСР з охорони природи та Українське товариство охорони природи виявили байдужість щодо цієї ініціативи.
Помер А. Златник 30 червня 1979 р. Похований у Брно.

## Публікації
- Lesnická botanika (s A. Vězdou, 1951)
- Dendrologie (1952)
- Ekologie a geografie rostlin I (1952)
- Fytocenologie lesa I (1963)
- Květiny a hory (s A. Kavinovou, 1966)
- Lesnická botanika speciální (spoluautor, 1970)
- Základy ekologie (spoluautor, 1973)
- Zlatnik A., Helitzer A. Rzehled prirodnich reservaci a jejich navrhu na Podkarpatske Rusi, Praha // Sborn. Masarykovy Akad. — 1932. — № 6/2. — S. 33-84.
- Zlatnik A. Studie о statnih Lesich na Podkarpatske Rusi. Dil pruni Prispevky k dejinam statnich lesu a lesvnictvi na Podkarpatske Rusi // Sbornik Vysk. Ust. zemedel, Praha. — 1934. — S. 1-109.
- Zlatnik A. «Luzansky prales» na Podkarpatske Rusi nejvetsi cekoslovenska pralesova reservace // Krasa naseho Domova. — 1936. — № 28, Praha. — S. 110—118.
- Zlatnik A., 1938. Prozkum prirozenych Lesu na Podkarpatske Rusi. Die pruni: Vegetacea stanoviste reservace Stuzica, Javornika, Pop Ivan // Sbornik, Vyzk. Ust. zemedel, Praha. — 1938. — S. 1-244.